# Tim Kang
Yila Timothy Tim Kang (Koreaans: 강일아, Hanja: 康一芽; San Francisco, Californië, 16 maart 1973) is een Amerikaans-Koreaanse televisie- en filmacteur.

## Levensloop
Kang groeide op met twee jongere broers; hij heeft een Bachelor in politieke wetenschappen van de Universiteit van Californië - Berkeley en een Master van de Harvard-universiteit.
Van 2008 tot 2015 vertolkte hij de rol van agent Kimball Cho in de serie The Mentalist. Hij trad ook op in de film Rambo uit 2008 en in verschillende televisieprogramma's, waaronder The Office, Chappelle's Show en Monk. Hij is ook te zien in vele televisiereclamespotjes – de opvallendste zijn terugkerende spots voor Shell Oil Company en AT&T. Sinds 2018 speelt hij rechercheur Gordon Katsumotoin de reboot van de serie Magnum P.I.

## Filmografie
| Film      | Film                         | Film                          | Film                                    |
| Jaar      | Titel                        | Rol                           | Bijzonderheden                          |
| --------- | ---------------------------- | ----------------------------- | --------------------------------------- |
| 2002      | Two Weeks Notice             | Paul de advocaat              |                                         |
| 2003      | Robot Stories                | Jonge John                    |                                         |
| 2003      | Justice                      | Eigenaar bodega               |                                         |
| 2004      | The Forgotten                | Agent Alec Wong               |                                         |
| 2006      | Spectropia                   | Klant                         |                                         |
| 2006      | What Remains                 | Ender                         |                                         |
| 2008      | Rambo                        | En-Joo                        |                                         |
| 2008      | Mr. Sadman                   | Agent Wang                    |                                         |
| Televisie |                              |                               |                                         |
| Jaar      | Titel                        | Rol                           | Bijzonderheden                          |
| 2002      | The Sopranos                 | Dr. Harrison Wong             | In aflevering Whoever Did This          |
| 2003      | Law & Order: Criminal Intent | Murakami                      | In aflevering Legion                    |
| 2004      | Third Watch                  | Detective Kent Yoshihara      | In 5 afleveringen                       |
| 2005      | Law & Order: Trial by Jury   | Dr. Liam Kelly                | In aflevering Baby Boom                 |
| 2006      | Chappelle's Show             | Manager autowasserette        | In afleveringen 3.1 en 3.3              |
| 2006      | Ghost Whisperer              | Warren Chen (Brandende geest) | In aflevering The Night We Met          |
| 2007      | Monk                         | Mr. Brenneman                 | In aflevering Mr. Monk Is Up All Night  |
| 2007      | The Office                   | Koh                           | In aflevering Local Ad                  |
| 2007      | The Unit                     | Kapelaan Alan Lantz           | In afleveringen Gone Missing en Play 16 |
| 2008-2015 | The Mentalist                | Agent Kimball Cho             | Vaste rol                               |
| 2018      | Cloak & Dagger               | Ivan Hess                     | In 4 afleveringen                       |
| 2018-2024 | Magnum P.I.                  | Rechercheur Gordon Katsumoto  | Vaste rol                               |

- Biblioteca Nacional de España: XX5405752
- Bibliothèque nationale de France: cb166829986 (data)
- Gemeinsame Normdatei: 1013383311
- International Standard Name Identifier: 0000 0003 8322 1265
- Library of Congress Control Number: no2009053765
- Système universitaire de documentation: 162059558
- Virtual International Authority File: 268903510
- WorldCat: E39PBJmhQjgYbqbB4hBDp3DQbd